# Gare d'Hamilton
Hamilton GO Centre est une gare de trains de banlieue et un terminus d'autobus situés au centre-ville d'Hamilton en Ontario. La gare est desservie par des trains et des trains-bus de la ligne Lakeshore West, ainsi que des autobus régionaux de GO Transit et des autobus locaux de Hamilton Street Railway.
D'une hauteur de six étages, l'édicule a été construit entre 1931 et 1933, et désigné gare ferroviaire patrimoniale en 1991. C'est aujourd'hui une gare du réseau de banlieue du réseau GO Transit.

## Situation ferroviaire
La gare est située à la borne 57,5 milles (92,5 km) de la subdivision Hamilton du Canadien Pacifique. À l'ouest de la gare, les trains de la ligne Lakeshore West rejoignent la subdivision Oakville du Canadien National vers la gare Union de Toronto. Aucun service aux voyageurs n'est offert à l'est de la gare, et des trains de marchandise du CP continuent vers la région de Niagara.

## Histoire

### Premières années
Le Toronto, Hamilton & Buffalo Railway (TH&B) a commencé ses opérations en 1892, lorsqu'il a repris la ligne incomplète du Brantford, Waterloo & Lake Erie Railway entre Brantford et Waterford. La ligne a été complétée jusqu'à Hamilton en 1894, et Welland le 30 décembre 1895. En 1895, le Canadien Pacifique et le New York Central Railroad acquièrent le TH&B.
Lorsque le TH&B a été construit dans les années 1890, sa ligne principale entre Hamilton et Welland traversait le centre-ville d'Hamilton au milieu de Hunter Street. Cela s'est rapidement avéré difficile, car les plaintes de bruit, de débris et de saleté ont rapidement augmenté. Avec l'avènement de l'automobile et les trains du TH&B bloquant la circulation, la pression montait pour une séparation de la route et du rail.
Dans les années 1910, la ville d'Hamilton a tenté de convaincre le Conseil des commissaires des chemins de fer du Canada de faire abandonner les voies du TH&B le long de Hunter Street et de faire en sorte que le Grand Tronc permette au TH&B de circuler sur leurs voies au bord de l'eau. Bien que le tribunal fédéral ait refusé la demande de la ville, mais le message était clair. Le TH&B a commencé à étudier les moyens de séparer les voies des rues. Au fur et à mesure que la Première Guerre mondiale progressait, le TH&B a acquis une propriété du côte sud de Hunter Street, à la fois pour la construction de voies surélevées et d'une nouvelle gare, car l'ancienne gare d'Hamilton devenait trop achalandée.
Au fur et à mesure que les années 1920 avançaient, les disputes entre la ville et le chemin de fer traînaient en longueur, jusqu'à ce qu'un accord sur la fermeture de plusieurs rues et la construction de voies surélevées soit signé le 20 octobre 1930. La construction de saut-de-mouton a débuté en avril suivant.

### L'essor de la gare
La nouvelle gare sur Hunter Street a été construite à côté de la gare originale du TH&B. La conception initiale de la nouvelle gare consistait en une tour de bureaux de 10 étages avec des ailes pour les installations de passagers et deux quais pour les trains de voyageurs. Cependant, alors que la Grande Dépression a fait des ravages sur l'entreprise ferroviaire, les plans ont été réduits en taille. La tour de bureaux a été réduite à 6 étages (bien qu'elle ait été construite avec la possibilité d'ajouter les trois étages restants à une date ultérieure), et le nombre de quais a été réduit à un. De plus, un certain nombre d'autres caractéristiques telles que les passages souterrains ont été éliminées. La taille réduite de la gare a provoqué un tollé de la part du conseil municipal, et ce n'est qu'après la façade du bâtiment a été changée en pierre plus chère, que le conseil a approuvé la structure plus modeste en novembre 1932. La construction de la nouvelle gare a commencé en décembre 1932, et a pris 8 mois pour se terminer, avec l'ouverture officielle le 26 juin 1933.

### Les bonnes années
Alors que la Grande Dépression s'améliorait lentement, la fortune de la gare s'améliorait également. Au début de la Seconde Guerre mondiale, la gare comptait près de 30 trains par jour. Pendant les années de guerre, le TH&B a vu le nombre de passagers doubler alors que le rationnement de l'essence et du caoutchouc obligeait les gens à prendre un train. Des trains spéciaux transportaient des troupes vers des camps d'entraînement à Niagara-on-the-Lake et des aviateurs vers la base aérienne de Dunnville.
Après la guerre, les voitures et les avions gagnaient en popularité, le trafic de passagers a chuté. En 1960, tous les trains secondaires avaient disparu, tout comme la majeure partie du trafic vers les États-Unis. Au début des années 1970, le seul trafic de passagers que voyait la gare était un train quotidien entre Toronto et Buffalo.

### Le déclin et la chute
Le TH&B a sub des changements d'entreprise majeurs dans les années 1970, avec la faillite de l'actionnaire majoritaire Penn Central en 1972, et la création ultérieure de Conrail. Dans le cadre de la formation de Conrail, toutes les propriétés étrangères devaient être éliminées. L'actionnaire minoritaire Canadien Pacifique a acheté toutes les actions du TH&B et est devenu l'unique propriétaire du TH&B en 1977. Peu de temps après, le transfert des activités du TH&B à Toronto a commencé. En même temps, la formation de Via Rail Canada a entraîné la suppression de tous les services passagers du TH&B, le dernier trains partant le 23 avril 1981. Avec l'absorption officielle du TH&B dans le CP en 1987, toutes les opérations ferroviaires et d'entreprise ont été transférées à Toronto. Ce processus s'est achevé le 8 décembre 1990 avec la fermeture du centre de contrôle du trafic du TH&B. En quelques semaines, la gare était vacante.

### La renaissance
Le Canadien Pacifique a gagné de l'infamie au début des années 1980, lorsqu'il a démoli sa gare de West Toronto face à une opposition généralisée. À la suite de cela, la Loi sur la protection des gares ferroviaires patrimoniales a été adoptée pour protéger les gares d'importance historique et architecturale telles que cette gare au centre-ville d'Hamilton, ce qui a empêché la démolition de la gare
Dès 1982, une autre vocation de la gare a été explorée. Dans le cadre de la proposition de système GO-ALRT (transport léger sur rail avancé de GO Transit) visant à construire des trains électriques à grande vitesse dans la région du Grand Toronto, l'option de desservir la gare comme gare centrale d'Hamilton a été examinée. Bien que la proposition n'aient pas été retenues, l'idée d'utiliser la gare à des fins de GO Transit a pris racine.
À cette époque, GO Transit utilisait l'ancienne gare du CN sur James Street comme gare principale d'Hamilton. Cependant, l'augmentation des coûts d'entretien en raison de la structure vieillissante et l'abandon de la gare par Via Rail et Amtrak pour la gare voisine d'Aldershot ont incité l'agence provinciale à rechercher une alternative. Le débat s'est prolongé à Queen's Park jusqu'au 23 avril 1992, et l'Assemblée législative a décidé de transférer les opérations à la gare sur Hunter Street dans le cadre d'un programme d'amélioration de transport de 56 millions de dollars dans la région d'Hamilton, qui comprendrait la refonte des voies et des signaux à proximité. 16 millions de dollars seraient dépensés pour la restauration et la rénovation de la gare elle-même. Cela comprenait la construction d'une nouvelle gare d'autocars à l'arrière de la gare, sur le site de l'ancien bâtiment de fret express, en remplaçant l'ancienne gare d'autocars sur Rebecca Street.
Les travaux à la gare ont commencé en décembre 1993. Le mauvais était dans lequel le CP avait laissé la gare après des années de négligence, en plus de son âge, a entraîné un dépassement de coûts et des retards. La gare de trains et d'autobus est remise en service le 29 avril 1996, et la réouverture officielle de la gare, maintenant rebaptisée Hamilton GO Centre, a eu lieu le 12 juillet 1996.

## Service aux voyageurs

### Accueil
La billetterie de GO Transit est ouverte en semaine de 5 h 45 à 20 h 45, les fins de semaine et jours fériés de 6 h 30 à 20 h 45. L'ambassadeur de la gare GO peut aider les clients à configurer un type de tarif ou à définir un trajet par défaut sur la carte Presto. Les clients disposent également d'options en libre-service, notamment l'achat d'un billet papier dans un distributeur automatique de billets, le chargement d'une carte Presto dans un distributeur automatique de billets compatible avec Presto, l'achat d'un billet électronique avec leur smartphone et le paiement au valideur avec une carte de crédit sans contact ou une carte Presto.
La gare est équipée d'une salle d'attente, des toilettes, de Wi-Fi, d'un dépanneur, d'un téléphone payant, d'un guichet automatique bancaire, et d'une aire de covoiturage. Les places de stationnement à la gare sont payantes et doivent être réservées à l'avance.

### Desserte
La gare dessert les trains de la ligne Lakeshore West aux heures de pointe seulement. Deux trains en direction de Toronto partent de cette gare les matins de semaine, et deux trains en provenance de Toronto terminent leur trajet à Hamilton les soirs de semaine. Hors pointe, les navettes relient entre Hamilton GO Centre et la gare d'Aldershot pour correspondre au train vers Toronto. Également, les trains de la même ligne desservent la gare de West Harbour au nord du centre-ville d'Hamilton chaque heure, toute la journée et tous les jours. En plus, la ligne d'autobus 16 offre un trajet direct vers la gare Union de Toronto hors pointe.

### Intermodalité
La gare dessert des autobus régionaux de GO Transit et des autobus locaux d'Hamilton Street Railway suivants :

#### GO Transit
- 16 : Ligne express vers la gare Union de Toronto, chaque heure, hors pointe, tous les jours
- 17 : Ligne reliant Hamilton, Guelph, Kitchener et Waterloo, desservant l'Université McMaster, la gare d'Aldershot, l'Université de Guelph, la gare centrale de Guelph, l'Université de Waterloo et l'Université Wilfrid-Laurier, lundi au vendredi, à partir du 8 avril 2023[15]
- 18 : Vers la gare d'Aldershot pour correspondre au train de Lakeshore West vers Toronto, chaque heure, toute la journée, tous les jours
  - 18K : Vers l'Université Brock via les gares de West Harbour et de St. Catharines en semaine
- 40 : Ligne express vers l'Aéroport international Pearson de Toronto et Richmond Hill, via les Parcs-o-bus à Burlington et à Oakville, le centre commercial Square One, les stations Dixie et Renforth du Transitway, l'aéroport Pearson et la station Highway 407 du métro, toutes les 25 à 60 minutes, service de 24 heures, tous les jours
- 41 : Ligne sur l'Autoroute 407 vers la gare de Pickering via l'Université McMaster, les Parcs-o-bus à Burlington et à Oakville, la station Erin Mills du Transitway, le centre commercial Square One, la gare de Bramalea, la station Highway 407 du métro, le terminus Richmond Hill Centre, le parc industriel de Consumers Road, le terminus Scarborough Centre, Collège Centennial, et l'Université de Toronto à Scarborough. Service de semaine, toute la journée.
- 47 : Ligne sur l'Autoroute 407 vers la station Highway 407, et le parc d'attraction Canada's Wonderland (service saisonnier) via l'Université McMaster, les Parcs-o-bus à Burlington et à Oakville, la station Erin Mills du Transitway, le centre commercial Square One, la gare de Bramalea, et la station Highway 407 du métro.

#### Hamilton Street Railway
Les lignes 1, 2, 3 et 51 desservent la gare d'autocars derrière la gare de trains. Plus de lignes desservent le terminus Frank-Cooke sur MacNab Street. La correspondance est gratuite entre les trains et autobus de GO Transit, et les autobus de Hamilton Street Railway.